# Schwimmeuropameisterschaften 2006/Beckenschwimmen
Die Wettbewerbe im Beckenschwimmen wurden in der zweiten Woche der Schwimmeuropameisterschaften 2006 in Budapest ausgetragen. Sie fanden im traditionsreichen Alfréd-Hajós-Schwimmkomplex auf der in der Donau gelegenen Margareteninsel statt.

## Gesamtergebnis
Betrachtet man die Ergebnisse in dieser Sportart für sich genommen, ergibt sich folgender Medaillenspiegel.
| Medaillenspiegel | Medaillenspiegel       | Medaillenspiegel | Medaillenspiegel | Medaillenspiegel | Medaillenspiegel |
| Platz            | Land                   | G                | S                | B                | Gesamt           |
| ---------------- | ---------------------- | ---------------- | ---------------- | ---------------- | ---------------- |
| 1                | Russland               | 7                | 1                | 2                | 10               |
| 2                | Deutschland            | 6                | 4                | 2                | 12               |
| 3                | Italien                | 5                | 6                | 4                | 15               |
| 4                | Frankreich             | 5                | 2                | 8                | 15               |
| 5                | Polen                  | 5                | 2                | 1                | 8                |
| 6                | Ukraine                | 4                | 4                | 2                | 10               |
| 7                | Vereinigtes Königreich | 2                | 5                | 6                | 13               |
| 8                | Ungarn                 | 2                | 1                | 4                | 7                |
| 9                | Niederlande            | 2                | 2                | 3                | 7                |
| 10               | Schweden               | 1                | 3                | 0                | 4                |
| 11               | Griechenland           | 0                | 2                | 3                | 5                |
| 12               | Kroatien               | 0                | 1                | 1                | 2                |
| 13               | Norwegen               | 0                | 1                | 0                | 1                |
| 13               | Österreich             | 0                | 1                | 0                | 1                |
| 13               | Slowakei               | 0                | 1                | 0                | 1                |
| 13               | Belarus                | 0                | 1                | 0                | 1                |
| 17               | Dänemark               | 0                | 0                | 1                | 1                |
| 17               | Rumänien               | 0                | 0                | 1                | 1                |
| 17               | Slowenien              | 0                | 0                | 1                | 1                |

## Ergebnisse Frauen

### 50 Meter Freistil
| Platz | Land | Athletin          | Zeit       |
| ----- | ---- | ----------------- | ---------- |
| 1     | GER  | Britta Steffen    | 24,72 s DR |
| 2     | SWE  | Therese Alshammar | 24,87 s    |
| 3     | NED  | Marleen Veldhuis  | 24,89 s    |

### 100 Meter Freistil
| Platz | Land | Athletin               | Zeit       |
| ----- | ---- | ---------------------- | ---------- |
| 1     | GER  | Britta Steffen         | 53,30 s WR |
| 2     | NED  | Marleen Veldhuis       | 54,32 s    |
| 3     | GRE  | Nery-Madey Niangkouara | 54,48 s    |

### 200 Meter Freistil
| Platz | Land | Athletin           | Zeit        |
| ----- | ---- | ------------------ | ----------- |
| 1     | POL  | Otylia Jędrzejczak | 1:57,25 min |
| 2     | GER  | Annika Liebs       | 1:57,48 min |
| 3     | FRA  | Laure Manaudou     | 1:58,38 min |

### 400 Meter Freistil
| Platz | Land | Athletin           | Zeit           |
| ----- | ---- | ------------------ | -------------- |
| 1     | FRA  | Laure Manaudou     | 4:02,13 min WR |
| 2     | GBR  | Joanne Jackson     | 4:07,76 min    |
| 3     | GBR  | Caitlin McClatchey | 4:08,13 min    |

### 800 Meter Freistil
| Platz | Land | Athletin          | Zeit           |
| ----- | ---- | ----------------- | -------------- |
| 1     | FRA  | Laure Manaudou    | 8:19,29 min ER |
| 2     | GBR  | Rebecca Adlington | 8:27,88 min    |
| 3     | GBR  | Rebecca Cooke     | 8:28,40 min    |

### 50 Meter Rücken
| Platz | Land | Athletin                 | Zeit       |
| ----- | ---- | ------------------------ | ---------- |
| 1     | GER  | Janine Pietsch           | 28,36 s CR |
| 2     | BLR  | Aljaksandra Herassimenja | 28,72 s    |
| 3     | GER  | Antje Buschschulte       | 28,73 s    |

### 100 Meter Rücken
| Platz | Land | Athletin           | Zeit        |
| ----- | ---- | ------------------ | ----------- |
| 1     | FRA  | Laure Manaudou     | 1:00,88 min |
| 2     | GER  | Antje Buschschulte | 1:01,40 min |
| 3     | GER  | Janine Pietsch     | 1:01,55 min |

### 200 Meter Rücken
| Platz | Land | Athletin            | Zeit        |
| ----- | ---- | ------------------- | ----------- |
| 1     | FRA  | Esther Baron        | 2:10,07 min |
| 2     | UKR  | Iryna Amschennikowa | 2:12,13 min |
| 3     | GBR  | Melanie Marshall    | 2:12,17 min |

### 50 Meter Brust
| Platz | Land | Athletin          | Zeit    |
| ----- | ---- | ----------------- | ------- |
| 1     | RUS  | Jelena Bogomasowa | 31,69 s |
| 2     | GBR  | Kate Haywood      | 31,71 s |
| 3     | HUN  | Ágnes Kovács      | 31,95 s |

### 100 Meter Brust
| Platz | Land | Athletin          | Zeit           |
| ----- | ---- | ----------------- | -------------- |
| 1     | UKR  | Hanna Chlistunowa | 1:07,55 min CR |
| 2     | GBR  | Kirsty Balfour    | 1:07,95 min    |
| 3     | HUN  | Ágnes Kovács      | 1:08,60 min    |

### 200 Meter Brust
| Platz | Land | Athletin        | Zeit        |
| ----- | ---- | --------------- | ----------- |
| 1     | GBR  | Kirsty Balfour  | 2:25,66 min |
| 2     | UKR  | Julija Pidlisna | 2:28,42 min |
| 3     | HUN  | Ágnes Kovács    | 2:28,90 min |

### 50 Meter Schmetterling
| Platz | Land | Athletin              | Zeit    |
| ----- | ---- | --------------------- | ------- |
| 1     | SWE  | Therese Alshammar     | 26,06 s |
| 2     | SWE  | Anna-Karin Kammerling | 26,23 s |
| 3     | NED  | Chantal Groot         | 26,49 s |

### 100 Meter Schmetterling
| Platz | Land | Athletin          | Zeit    |
| ----- | ---- | ----------------- | ------- |
| 1     | NED  | Inge Dekker       | 58,35 s |
| 2     | SVK  | Martina Moravcová | 58,98 s |
| 3     | FRA  | Alena Popchanka   | 59,06 s |

### 200 Meter Schmetterling
| Platz | Land | Athletin            | Zeit        |
| ----- | ---- | ------------------- | ----------- |
| 1     | POL  | Otylia Jędrzejczak  | 2:07,09 min |
| 2     | ITA  | Francesca Segat     | 2:08,96 min |
| 3     | ITA  | Caterina Giacchetti | 2:09,01 min |

### 200 Meter Lagen
| Platz | Land | Athletin             | Zeit        |
| ----- | ---- | -------------------- | ----------- |
| 1     | FRA  | Laure Manaudou       | 2:12,69 min |
| 2     | POL  | Katarzyna Baranowska | 2:13,36 min |
| 3     | ITA  | Alessia Filippi      | 2:13,75 min |

### 400 Meter Lagen
| Platz | Land | Athletin             | Zeit        |
| ----- | ---- | -------------------- | ----------- |
| 1     | ITA  | Alessia Filippi      | 4:35,80 min |
| 2     | GER  | Nicole Hetzer        | 4:37,97 min |
| 3     | POL  | Katarzyna Baranowska | 4:40,02 min |

### 4 × 100 Meter Freistil
| Platz | Land | Athletin                                                       | Zeit           |
| ----- | ---- | -------------------------------------------------------------- | -------------- |
| 1     | GER  | Petra Dallmann Daniela Götz Britta Steffen Annika Liebs        | 3:35,22 min WR |
| 2     | NED  | Inge Dekker Ranomi Kromowidjojo Chantal Groot Marleen Veldhuis | 3:37,04 min    |
| 3     | FRA  | Alena Popchanka Aurore Mongel Céline Couderc Malia Metella     | 3:38,83 min    |

### 4 × 200 Meter Freistil
| Platz | Land | Athletin                                                         | Zeit           |
| ----- | ---- | ---------------------------------------------------------------- | -------------- |
| 1     | GER  | Petra Dallmann Daniela Samulski Britta Steffen Annika Liebs      | 7:50,82 min WR |
| 2     | POL  | Otylia Jędrzejczak Joanna Budzis Agata Zwiejska Paulina Barzycka | 7:56,32 min    |
| 3     | FRA  | Alena Popchanka Sophie Huber Aurore Mongel Laure Manaudou        | 7:56,44 min    |

### 4 × 100 Meter Lagen
| Platz | Land | Athletin                                                                | Zeit        |
| ----- | ---- | ----------------------------------------------------------------------- | ----------- |
| 1     | GBR  | Melanie Marshall Kirsty Balfour Terri Dunning Francesca Halsall         | 4:02,24 min |
| 2     | GER  | Antje Buschschulte Sarah Poewe Annika Mehlhorn Britta Steffen           | 4:02,35 min |
| 3     | FRA  | Laure Manaudou Anne-Sophie Le Paranthoën Alena Popchanka Céline Couderc | 4:03,64 min |

## Ergebnisse Männer

### 50 Meter Freistil
| Platz | Land | Athlet              | Zeit       |
| ----- | ---- | ------------------- | ---------- |
| 1     | POL  | Bartosz Kizierowski | 21,88 s CR |
| 2     | UKR  | Oleksandr Wolynez   | 21,97 s    |
| 3     | CRO  | Duje Draganja       | 22,14 s    |

### 100 Meter Freistil
| Platz | Land | Athlet                    | Zeit    |
| ----- | ---- | ------------------------- | ------- |
| 1     | ITA  | Filippo Magnini           | 48,79 s |
| 2     | SWE  | Stefan Nystrand           | 48,91 s |
| 3     | NED  | Pieter van den Hoogenband | 48,94 s |

### 200 Meter Freistil
| Platz | Land | Athlet                    | Zeit        |
| ----- | ---- | ------------------------- | ----------- |
| 1     | NED  | Pieter van den Hoogenband | 1:45,65 min |
| 2     | ITA  | Massimiliano Rosolino     | 1:47,02 min |
| 3     | ITA  | Filippo Magnini           | 1:47,57 min |

### 400 Meter Freistil
| Platz | Land | Athlet                | Zeit           |
| ----- | ---- | --------------------- | -------------- |
| 1     | RUS  | Juri Prilukow         | 3:45,73 min CR |
| 2     | ITA  | Massimiliano Rosolino | 3:46,87 min    |
| 3     | FRA  | Nicolas Rostoucher    | 3:47,04 min    |

### 1500 Meter Freistil
| Platz | Land | Athlet             | Zeit            |
| ----- | ---- | ------------------ | --------------- |
| 1     | RUS  | Juri Prilukow      | 14:51,93 min CR |
| 2     | FRA  | Sébastien Rouault  | 14:55,73 min    |
| 3     | FRA  | Nicolas Rostoucher | 15:01,82 min    |

### 50 Meter Rücken
| Platz | Land | Athlet                 | Zeit    |
| ----- | ---- | ---------------------- | ------- |
| 1     | GER  | Helge Meeuw            | 25,06 s |
| 2     | GRE  | Aristeidis Grigoriadis | 25,14 s |
| 3     | GBR  | Matthew Clay           | 25,15 s |

### 100 Meter Rücken
| Platz | Land | Athlet                 | Zeit       |
| ----- | ---- | ---------------------- | ---------- |
| 1     | RUS  | Arkadi Wjattschanin    | 53,50 s CR |
| 2     | AUT  | Markus Rogan           | 54,07 s    |
| 3     | GRE  | Aristeidis Grigoriadis | 54,34 s    |

### 200 Meter Rücken
| Platz | Land | Athlet              | Zeit           |
| ----- | ---- | ------------------- | -------------- |
| 1     | RUS  | Arkadi Wjattschanin | 1:55,44 min ER |
| 2     | HUN  | László Cseh         | 1:56,69 min    |
| 3     | ROM  | Răzvan Florea       | 1:57,83 min    |

### 50 Meter Brust
| Platz | Land | Athlet            | Zeit    |
| ----- | ---- | ----------------- | ------- |
| 1     | UKR  | Oleh Lissohor     | 27,48 s |
|       | ITA  | Alessandro Terrin | 27,48 s |
| 3     | SLO  | Matjaž Markič     | 27,87 s |

### 100 Meter Brust
| Platz | Land | Athlet             | Zeit        |
| ----- | ---- | ------------------ | ----------- |
| 1     | RUS  | Roman Sludnow      | 1:00,61 min |
| 2     | NOR  | Alexander Dale Oen | 1:00,63 min |
| 3     | UKR  | Oleh Lissohor      | 1:00,64 min |

### 200 Meter Brust
| Platz | Land | Athlet               | Zeit        |
| ----- | ---- | -------------------- | ----------- |
| 1     | POL  | Sławomir Kuczko      | 2:12,12 min |
| 2     | ITA  | Paolo Bossini        | 2:12,35 min |
| 3     | GBR  | Kristopher Gilchrist | 2:13,21 min |

### 50 Meter Schmetterling
| Platz | Land | Athlet          | Zeit       |
| ----- | ---- | --------------- | ---------- |
| 1     | UKR  | Serhij Breus    | 23,41 s CR |
| 2     | CRO  | Duje Draganja   | 23,62 s    |
| 3     | DEN  | Jakob Andkjær   | 23,77 s    |
|       | UKR  | Andrij Serdinow | 23,77 s    |

### 100 Meter Schmetterling
| Platz | Land | Athlet           | Zeit    |
| ----- | ---- | ---------------- | ------- |
| 1     | UKR  | Andrij Serdinow  | 51,95 s |
| 2     | FRA  | Amaury Leveaux   | 52,76 s |
| 3     | RUS  | Nikolai Skworzow | 52,96 s |

### 200 Meter Schmetterling
| Platz | Land | Athlet             | Zeit           |
| ----- | ---- | ------------------ | -------------- |
| 1     | POL  | Paweł Korzeniowski | 1:55,04 min CR |
| 2     | GRE  | Ioannis Drymonakos | 1:57,03 min    |
| 3     | RUS  | Nikolai Skworzow   | 1:57,12 min    |

### 200 Meter Lagen
| Platz | Land | Athlet            | Zeit           |
| ----- | ---- | ----------------- | -------------- |
| 1     | HUN  | László Cseh       | 1:58,17 min CR |
| 2     | ITA  | Alessio Boggiatto | 2:00,14 min    |
| 3     | HUN  | Tamás Kerékjártó  | 2:00,17 min    |

### 400 Meter Lagen
| Platz | Land | Athlet            | Zeit           |
| ----- | ---- | ----------------- | -------------- |
| 1     | HUN  | László Cseh       | 4:09,86 min CR |
| 2     | ITA  | Luca Marin        | 4:14,15 min    |
| 3     | ITA  | Alessio Boggiatto | 4:16,34 min    |

### 4 × 100 Meter Freistil
| Platz | Land | Athlet                                                             | Zeit           |
| ----- | ---- | ------------------------------------------------------------------ | -------------- |
| 1     | ITA  | Alessandro Calvi Christian Galenda Lorenzo Vismara Filippo Magnini | 3:15,23 min CR |
| 2     | RUS  | Jewgeni Lagunow Andrei Gretschin Iwan Ussow Andrei Kapralow        | 3:16,47 min    |
| 3     | FRA  | Alain Bernard Grégory Mallet Fabien Gilot Amaury Leveaux           | 3:16,53 min    |

### 4 × 200 Meter Freistil
| Platz | Land | Athlet                                                                | Zeit           |
| ----- | ---- | --------------------------------------------------------------------- | -------------- |
| 1     | ITA  | Massimiliano Rosolino David Berbotto Nicola Cassio Filippo Magnini    | 7:09,60 min ER |
| 2     | GBR  | David Carry Simon Burnett Andrew Hunter Ross Davenport                | 7:11,63 min    |
| 3     | GRE  | Andreas Zisimos Georgios Demetis Dimitrios Manganas Nikolaos Xylouris | 7:16,67 min    |

### 4 × 100 Meter Lagen
| Platz | Land | Athlet                                                             | Zeit           |
| ----- | ---- | ------------------------------------------------------------------ | -------------- |
| 1     | RUS  | Arkadi Wjattschanin Roman Sludnow Nikolai Skworzow Andrei Kapralow | 3:34,96 min CR |
| 2     | UKR  | Andrij Olijnyk Oleh Lissohor Andrij Serdinow Jurij Jehoschyn       | 3:36,21 min    |
| 3     | GBR  | Liam Tancock James Gibson Todd Cooper Simon Burnett                | 3:36,61 min    |